# Jean-Pascal Tricoire

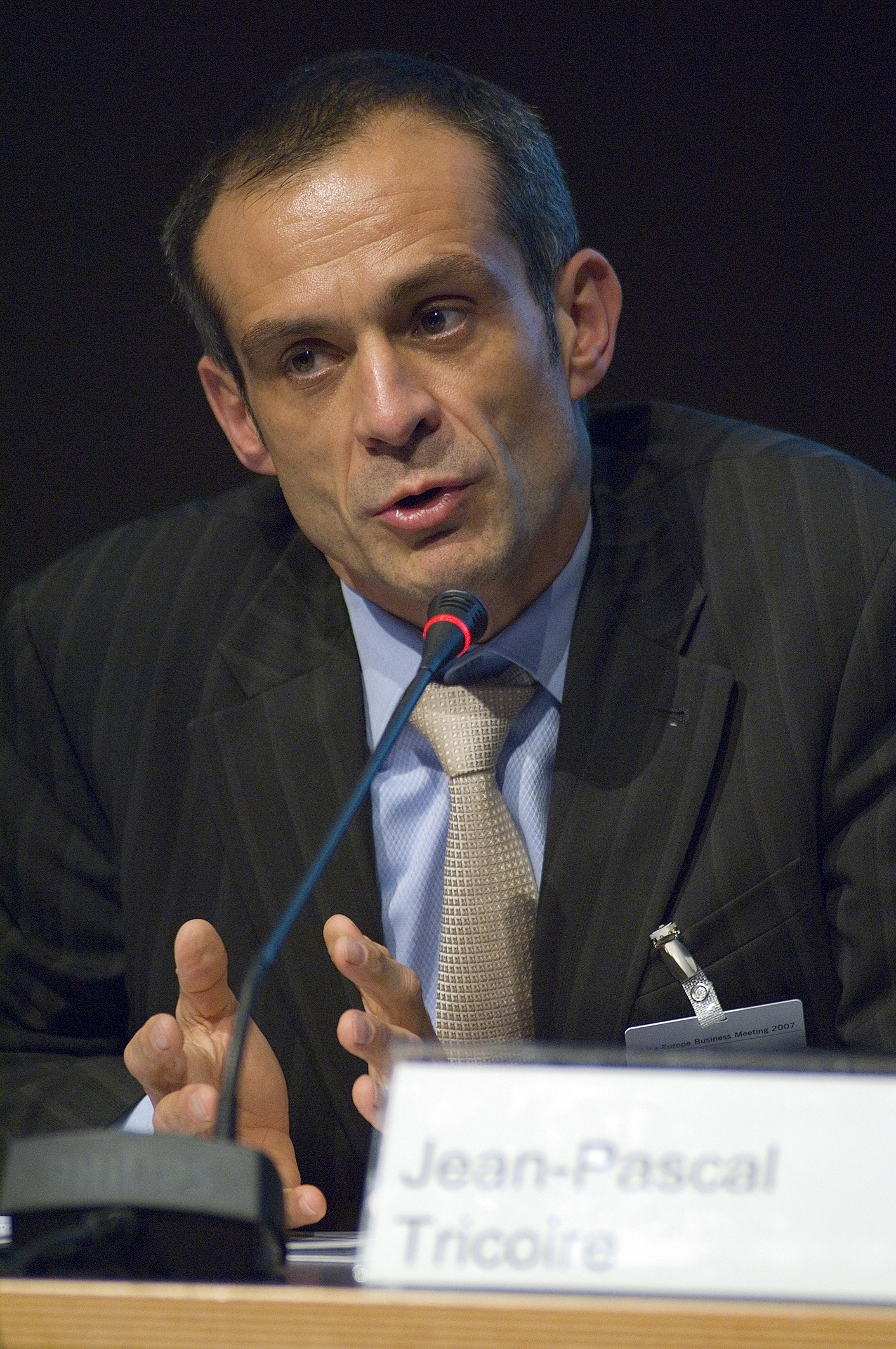
Jean-Pascal Tricoire (2007)

Jean-Pascal Tricoire (* 11. Mai 1963 in Beaupréau) ist ein französischer Manager.

## Leben
Tricoire studierte Ingenieurwesen an der École supérieure d’électronique de l’Ouest und danach Wirtschaftswissenschaften an der EMLYON Business School. Als Manager war er nach seinem Studium in verschiedenen Unternehmen tätig, unter anderem bei Alcatel, Schlumberger und Compagnie de Saint-Gobain.
1986 stieg der gelernte Elektroingenieur Tricoire bei Schneider Electric ein. Ab den 1990er Jahren war er für das Unternehmen in China, Südafrika und den USA tätig. Anfang 1999 wurde der damalige CEO Henri Lachmann auf ihn aufmerksam. 2003 wurde er als Nachfolger von Lachmann zum Geschäftsführer und 2006 zum Vorsitzenden des Vorstandes berufen. Im selben Jahr leitete er die Übernahme des US-amerikanischen Unternehmens American Power Conversion, die im folgenden Frühjahr abgeschlossen wurde. Im Mai 2023 übergab er die Position des Vorstandsvorsitzenden an Peter Herweck.
Tricoire ist verheiratet und hat drei Kinder. Die Familie zog 2012 nach Hongkong.